# نگامپراه
نگامپراه(اندونزیایی: Ngamprah) شهری در استان جاوه غربی کشور اندونزی است. جمعیت این شهر بر اساس سرشماری سال ۲۰۰۰ میلادی ۹۷٫۴۴۹ تن بوده که در سال ۲۰۰۷ میلادی به ۱۰۶٫۵۸۶ نفر افزایش یافته‌است.